# トムソン・ヒューストン・エレクトリック

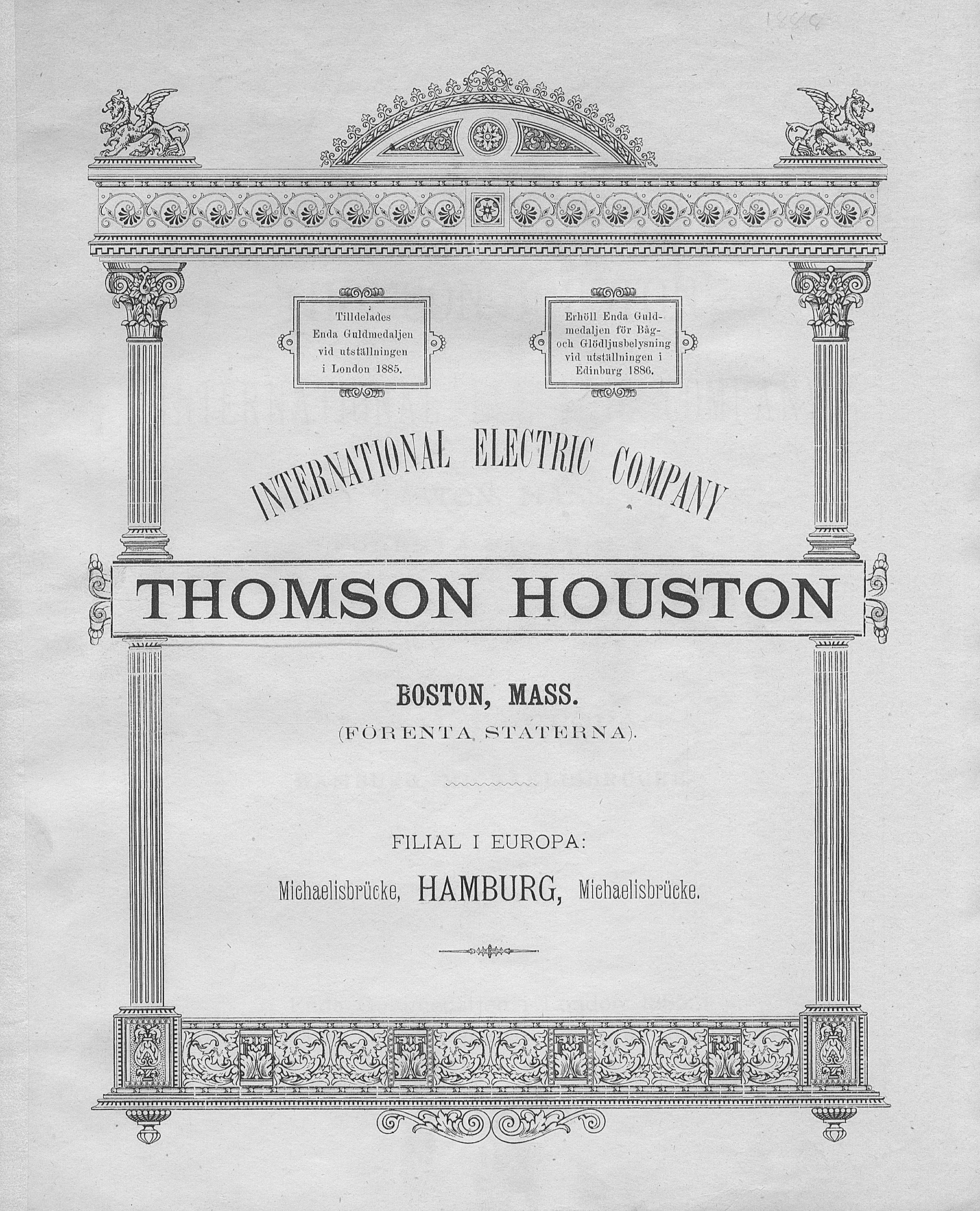
同社の企業案内パンフレット

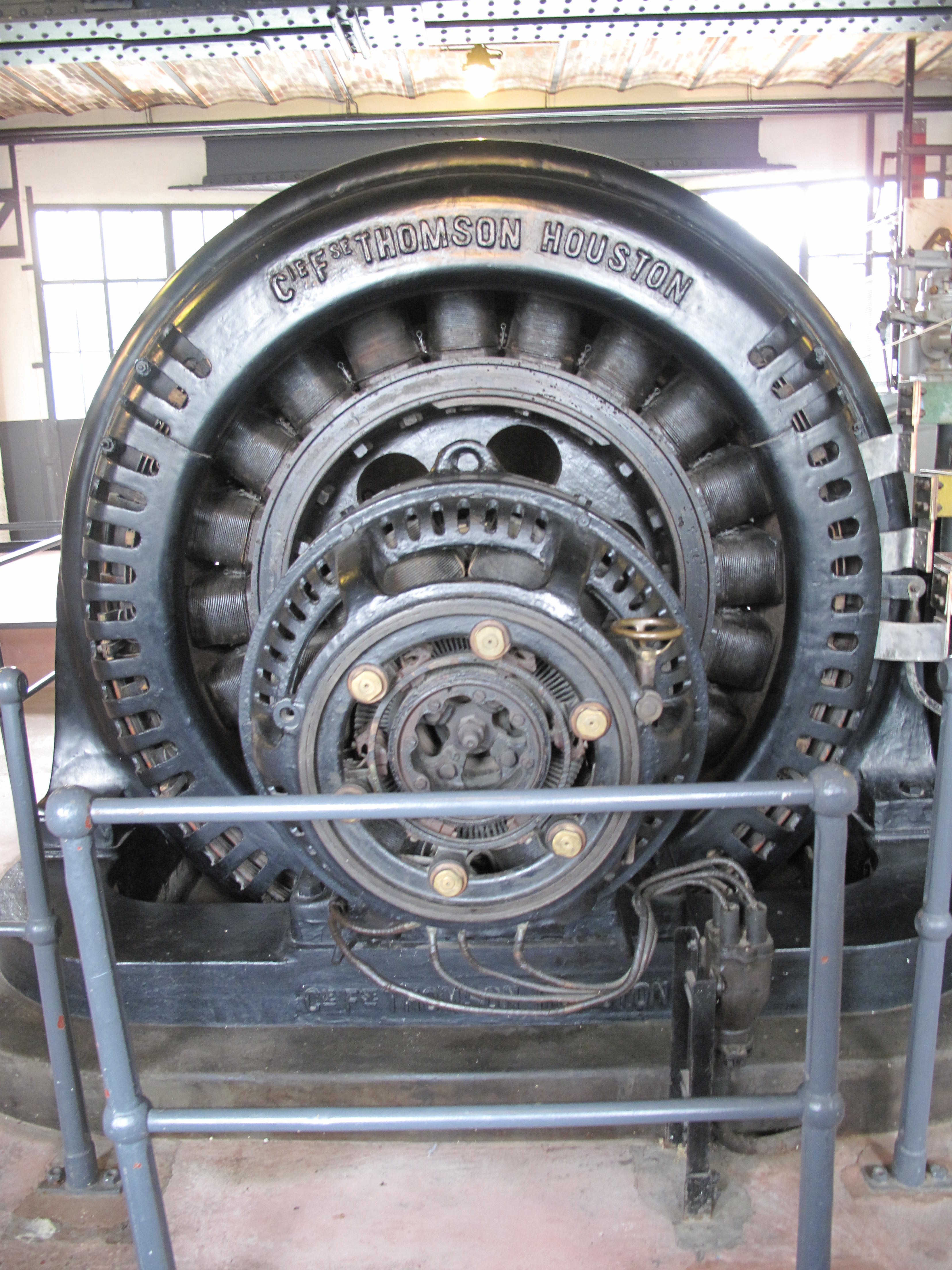
トムソン・ヒューストンが製造したダイナモ

トムソン・ヒューストン・エレクトリック・カンパニー(Thomson-Houston Electric Company)は、かつてアメリカ合衆国にあった電機メーカーであり、ゼネラル・エレクトリックの前身企業のうちの1社である。

## 歴史
トムソン・ヒューストン・エレクトリックは1882年にエリフ・トムソンとエドウィン・J・ヒューストンによって創業された。チャールズ・A・コフィン率いるマサチューセッツ州リンの投資家グループが出資して、コネチカット州ニューブリテンにあったアメリカン・エレクトリック（1880年創業）という会社を買収して設立された。出資者の大半がリンの製靴業者だったため、設立後すぐにリンに本社を移転した。
チャールズ・A・コフィンが社長に就任して、財務、マーケティング、販売業務を担当した。エドウィン・W・ライスが製造施設を担当し、エリフ・トムソンは研究開発を担当した。同社は1892年までに売上高1,000万ドル、従業員4000人の企業に成長した。
1884年、国際的な販売の促進のためにトムソン・ヒューストン・インターナショナル・カンパニーが設立された。
1888年、トムソン・ヒューストンは、マサチューセッツ州初の電化の路面鉄道であるリン・ボストン路面鉄道のハイランド線の発電・推進装置を供給した。
1889年、トムソン・ヒューストンは、チャールズ・F・ブラッシュが設立したブラッシュ社との間のアーク灯とダイナモの特許紛争の解決のために、同社を買収した。
1892年、J・P・モルガンの手配により、トムソン・ヒューストンはニューヨーク州スケネクタディのエジソン・ゼネラル・エレクトリックと合併し、ゼネラル・エレクトリック(GE)を設立した。両者が持っていたリンとスケネクタディの工場を、GEの初期の工場とした。

## アメリカ国外の企業

### ブリティッシュ・トムソン・ヒューストン
ブリティッシュ・トムソン・ヒューストン（BTH）は、1896年5月にアメリカのGEの子会社として設立された。

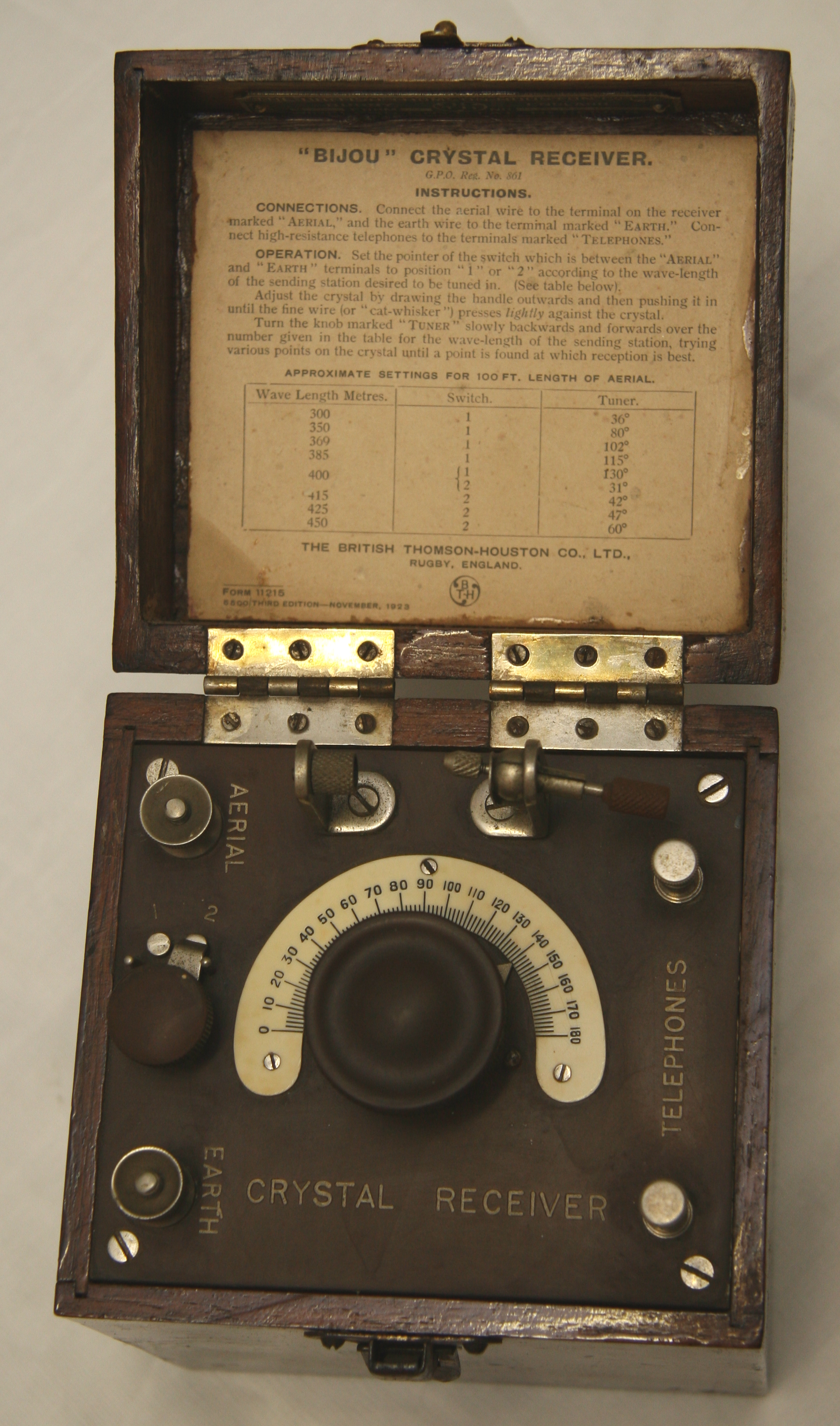
"Bijou" Crystal receiver manufactured in 1923 by the "British Thomson-Houston Co., Ltd."

1928年、ライバル企業だったメトロポリタン＝ヴィッカースの電機部門と経営統合して、特殊会社・英国電気産業連合(AEI)の傘下となった。これにより、AEIは1930年代から40年代にかけて大英帝国の最大の軍事請負業者となった。
1967年にAEI自体がゼネラル・エレクトリック・カンパニー（GEC。アメリカのGEとは無関係）に買収された。GECは、1999年に防衛事業を分離して、マルコーニ社（現テレント）とした。

### コンパニー・フランセーズ・トムソン・ヒューストン
1893年、アメリカのGEの関連会社として、コンパニー・フランセーズ・トムソン・ヒューストン（CFTH: Compagnie Française Thomson-Houston） がパリで設立された。この会社から、後にトムソングループが生まれた。1999年に分社してトムソン・マルチメディア（現 テクニカラー）とトムソンCSF（現 タレス・グループ）が設立された 。また鉄道関連製品メーカーのアルストムは1998年に綴りを「Alstom」に改めるまでは「Alsthom」という綴りであり、そのうちの「thom」の部分はトムソン・ヒューストンに由来する。